# 55ª Divisione fanteria "Savona"
La 55ª Divisione fanteria "Savona" fu una grande unità di fanteria del Regio Esercito durante la seconda guerra mondiale. Era in particolare una divisione autotrasportabile tipo Africa Settentrionale, ovvero come le autotrasportabili metropolitane prevedeva la motorizzazione dell'artiglieria e dei supporti divisionali, ma con l'aggiunta di un battaglione di carri leggeri e l'eliminazione di ogni componente di animali da soma o da traino, vista la difficoltà di approvvigionamento di acqua e foraggio in ambiente desertico.

## Storia
La divisione trae origine dalla Brigata "Savona", costituita il 25 ottobre 1831 sul 15º e 16º Reggimento fanteria e sciolta nel 1871. Nell'aprile 1939 i due reggimenti riconfluiscono, insieme al 12º Reggimento artiglieria "Sila" nella neocostituita 55ª Divisione fanteria "Savona", di tipo autotrasportabile.
Il 10 giugno 1940, al momento della dichiarazione di guerra, la divisione è dislocata sul confine libico-tunisino fino all'armistizio con la Francia, quando viene inviata ad el-Azizia, nei pressi di Tripoli.
Nel novembre del 1941 viene spostata sul confine libico-egiziano, tra il Forte Capuzzo e Sidi Omar, dove il 18 viene attaccata dall'VIII Armata britannica nell'ambito dell'Operazione Crusader. Aggirata da forze motorizzate e meccanizzate, dopo violenti scontri la divisione è costretta a cedere i capisaldi di Frongia, Cirener (poi prontamente riconquistato) e Sidi Omar. Dal 25 novembre al 31 dicembre i reparti della divisione, a corto di viveri e munizioni ed ormai circondati, resistono a reiterati bombardamenti ed agli attacchi di mezzi corazzati nemici, riuscendo anche ad eseguire sortite e manovre di alleggerimento.
All'inizio del 1942, dopo la caduta di Bardia, la divisione, completamente isolata, senza rifornimenti e nell'impossibilità di essere evacuata via mare, resiste sui capisaldi di Sollum, Halfaya e Cirener, fino a quando il Comando Supremo italiano autorizza il comandante della divisione, generale de Giorgis, a trattare la resa. La divisione viene così sciolta il 17 gennaio 1942 al passo di Halfaya. I superstiti, riuniti nel LV Battaglione "Savona", nei primi mesi del 1943 vennero aggregati al Raggruppamento sahariano "Mannerini".

## Ordine di battaglia: 1940
- 15º Reggimento fanteria "Savona"
- 16º Reggimento fanteria "Savona"
- 12º Reggimento artiglieria "Sila"
  - I Gruppo
  - II Gruppo
  - III Gruppo
- 55ª Compagnia da 47/32 Mod. 1935
- 1 batteria da 20/65
- LV Battaglione genio

## Ordine di battaglia: 1942
- 15º Reggimento fanteria "Savona"
- 16º Reggimento fanteria "Savona"
- 12º Reggimento artiglieria "Sila"
  - I Battaglione|Gruppo da 75/27
  - II Gruppo da 100/17
- CLV Battaglione mitraglieri
- IV Battaglione corazzato/4º Reggimento "Genova Cavalleria"

## Comandanti 1939-1942
- Gen. D. (spe) Pietro Maggiani (1º settembre 1939 - 9 settembre 1940)
- Gen. B. (ris.) Ferruccio Paganuzzi (interinale 10 settembre 1940 - 12 marzo 1941)
- Gen. D. (spe) Pietro Maggiani (14 marzo - 3 novembre 1941) (dal 16 aprile, comandante della fanteria divisionale, Gen. B. Francesco Buttafuoco)
- Gen. D. (spe) Fedele De Giorgis (4 novembre 1941 - 17 gennaio 1942)